# 堀親良
堀 親良（ほり ちかよし）は、安土桃山時代から江戸時代前期の大名。信濃飯田藩堀家初代。堀秀政の次男。

## 生涯
父・秀政や兄・秀治と共に豊臣秀吉に仕える。
小田原征伐のとき、11歳で初陣を飾り、父の死後越前国に2万石を領し、天正19年（1591年）従五位下、美作守に叙任され、秀吉より羽柴氏と豊臣姓を下賜され、秀家の諱を賜る。堀直敬は秀家改名前の諱を「秀成」とするが、親良文書を一覧化した田嶋悠佑は、慶長12年（1607年）に死去した山中長俊宛の書状に秀成の署名が見られることから、同年以前に秀家から秀成へと改名したとする。
その後、秀治と共に越後国に転封となり、蔵王堂に4万石を領し、うち1万石を家老の近藤重勝に分与した（のち、養子である近藤政成（堀親直の弟）が継承）。秀吉が死去すると、遺品として「助真の刀」を拝領。
慶長5年（1600年）の関ヶ原の戦いでは兄と共に東軍に与する。「上杉景勝本国にありなから逆謀をくはだて、斎藤・柿崎・丸田等を軍長とし、一揆の党をひきひて会津のさかひ下田村に楯籠、このとき親良みつから軍士をあいしたかへ、いとみたたかひて首級を得、すなはち、上意に達す、」（『寛永諸家系図伝』）とあるように、会津の上杉氏が越後で仕掛けた上杉遺民一揆の鎮圧に奔走する。この功により、徳川家康、秀忠から感状を賜る。感状には羽柴美作守殿とあり、この頃はまだ羽柴を称していた。戦後、家康から所領を安堵された。
慶長7年（1602年）頃、堀直政（父秀政の従兄弟で、秀政時代からの堀氏宗家の重臣）と不和になって対立し、病と称し京都伏見にあった亡父の屋敷に隠遁した。このとき、家督を養嗣子の鶴千代に譲っている。譜代の家臣を連れて京、大坂を経て紀州に入り、紀州を領していた妻の生家の浅野家に寄った。岳父の浅野幸長に身の処置について相談、駿府の家康に拝謁して、命により将軍・秀忠の家臣となった。4年勤めた後、慶長16年（1611年）、下野国真岡に1万2,000石を賜り、江戸で秀忠に拝謁する。一方、この間に堀宗家は改易処分を受けているが、出奔していた親良は連座をすることはなかった。
大坂の陣では土井利勝の旗下で奮戦した。この頃、羽柴氏を廃して堀氏へ戻し、秀成の名も良政と改めた。元和4年（1618年）実弟近藤政成の減封分として美濃国に5000石加増、寛永4年（1627年）下野国烏山城を賜り、烏山に2万5,000石を領した。今日知られる「親良」の名乗りが確認できるのは、烏山入封以降のことである。

## 系譜
父母
- 堀秀政（父）
- 喜多島良滋の娘（母）

正室
- 養梅院 - 浅野長政の娘

側室
- 近藤氏
- 若山氏
- 奥村氏

子女
- 堀親昌、生母は近藤氏
- 堀親智、生母は若山氏
- 堀親泰、生母は奥村氏
- 日野資栄室、生母は奥村氏

養子
- 堀鶴千代 - 堀秀治の次男